# 斯庫拉冰川
70°20′S 67°0′E / 70.333°S 67.000°E
斯庫拉冰川（英語：Scylla Glacier）是南極洲的冰川，位於查爾斯王子山脈地區，流經波爾托斯山脈，在1956年12月由澳大利亞的探險隊發現，以斯庫拉命名。